# Mizoprostol
Mizoprostol je lek koji se koristi za sprečavanje čireva na dvanaestopalačnom crevu uzrokovanih nesteroidnim antiinflamatornim lekovima (NSAID), za tretiranje neuspešnog pobačaja, za indukovanje porođaja, i kao abortifacijent. Mizoprostol je u prodaji pod imenima Citotek, i više generičkih formulacija.
Farmakološki, mizoprostol predstavlja sintetski analog prostaglandina E1 (PGE1). 

## Spoljašnje veze
- [http://www.misoprostol.org
- The Mechanism of Action and Pharmacology of Mifepristone, Misoprostol, and Methotrexate Архивирано на веб-сајту  (25. јул 2016)

|  | Molimo Vas, obratite pažnju na važno upozorenje u vezi sa temama iz oblasti medicine (zdravlja). |